# 遠山品右衛門
遠山 品右衛門（とおやま しなえもん、1851年6月17日（嘉永4年5月18日） - 1920年（大正9年）8月28日）は、黒部で猟師をしていた人物。山人（やまうど）。明治期日本アルプスの登山者の案内をしたことで有名。

## 来歴
信濃国安曇郡野口村（現・長野県大町市）生まれ。戸籍上の名前（本名）は遠山里吉。父の名は新三郎、母はりせ。1869年（明治2年）10月、北安曇郡常盤村（現・長野県大町市常盤）の荒井弥吾吉の次女・きさと結婚。
明治維新で加賀藩による奥山廻りが終わり御締山の禁が解かれた頃、20歳頃から山に入り、黒部川畔、黒部川本流と針ノ木谷の合流点に小屋（平の小屋）を建て、ときおり里に下りる猟生活に入る。籠川、黒部川、高瀬川でイワナを釣り、冬は、熊やカモシカなどを獲った。高瀬川渓谷、槍ヶ岳、有峰、白馬、戸隠などを狩猟の範囲として生活した。
1875年（明治8年）頃、黒部川平に「平の小屋」を建てて、ここを根拠地として夏季には釣りを行うようになる。1877年（明治10年）針ノ木新道開削時に関係者に宿を提供、1878年（明治11年）針ノ木峠を越える外交官アーネスト・サトウと退役海軍士官A・G・S・ハウスを、1889年（明治22年）農商務省地質調査所の大塚専一を、1909年（明治42年）日本山岳会会員辻本満丸を、同年 後に文部大臣・学習院院長になる安倍能成を小屋に泊めた。
1896年（明治31年）東京帝国大学助教授神保小虎に、1906年（明治39年）志村烏嶺に会い、1910年（明治43年）百瀬慎太郎の針ノ木峠越えの道案内をした。1893年（明治26年）に針ノ木峠を越えるウォルター・ウェストンとはすれ違っている。
大正に入ってから、針ノ木峠を越える俳人河東碧梧桐と評論家長谷川如是閑と会い、イワナを売っている。
出会った幾人かの人は、品右衛門と会ったときの出来事や印象について記録に残している。品右衛門は、「高瀬の主」と呼ばれた。梓川渓谷の上條嘉門次、中房渓谷の小林喜作などと並び称された。
黒部川畔に建てた小屋は、1899年（明治32年）より国は国有林のなかに建てた建物から借地料を取ったので、これを払い、土地を使用する権利を維持した。晩年は里に戻り、1915年（大正4年）には、富山県経営の新しい小屋が建てられた。
子供は、長男作十郎、二男兵三郎、三男富士弥、四男泰知。
1920年（大正9年）8月28日、大出の自宅で死去。
狩猟生活に用いた道具など遺品が、多く大町山岳博物館（安曇野アートライン）に保管されている。